# Adolfo Mabellini
Adolfo Mabellini (Livorno, 24 dicembre 1862 – Fano, 10 dicembre 1939) è stato un bibliotecario, letterato e stampatore italiano.

## Biografia
Suo padre, Torquato Mabellini, era fratello del musicista Teodulo.
Si laureò in lettere all'Istituto di Studi Superiori di Firenze nel 1885 e nello stesso anno ottenne la cattedra di italiano e latino nel Regio Ginnasio Liceo “Guido Nolfi” di Fano.
Durante l'insegnamento, durato un decennio (1885-1895), il Mabellini coltivò la propria preparazione filologica e letteraria, dando alle stampe diversi saggi letterari e collaborando con varie riviste (Il Marzocco, La Fanfulla della domenica, La Gazzetta Letteraria, Il Pungolo Letterario, Studia Picena).
La sua produzione letteraria fu molto ricca; apprezzate furono le sue edizioni critiche di rimatori classici e rinascimentali e le traduzioni dall'inglese e dal francese (da Shakespeare, De Vigny e Haraucourt).
Nel 1895 accettò con entusiasmo l'incarico a Direttore della storica Biblioteca Federiciana affidatogli dal Comune di Fano, che svolse per i successivi 44 anni, fino alla sua morte.
Nominato bibliotecario “honoris causa”, sotto la sua direzione la biblioteca superò i 100 000 volumi (senza contare i manoscritti, le miscellanee, l'archivio storico e moderno comunale) e divenne una tra le maggiori delle Marche.
Il Mabellini continuò a farsi apprezzare come erudito e studioso di letteratura e storia ed iniziò ad occuparsi anche dello studio e della catalogazione dei fondi manoscritti e a stampa della Biblioteca.
Sotto la sua direzione, la Federiciana “fino ad allora raramente aperta al pubblico, inaccessibile per il disordine e la mancata identificazione del patrimonio librario posseduto” fu, infatti, incrementata e, soprattutto, descritta. Principale frutto del suo lavoro furono l'opera Manoscritti, incunaboli, edizioni rare del secolo XVI esistenti nella Biblioteca Comunale Federiciana di Fano (Fano, Società Tipografica Cooperativa, 1905) e l'Inventario dei manoscritti della Biblioteca Comunale Federiciana di Fano, in due volumi (Firenze, Olschki, 1928 e 1932).

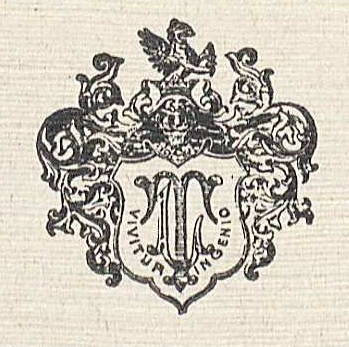
La prima marca tipografica usata dalla Tipografia Letteraria di Adolfo Mabellini

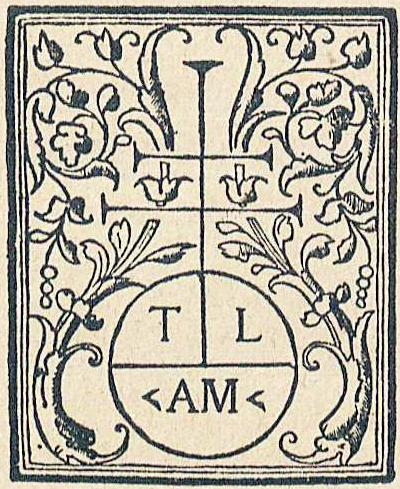
La marca tipografica con la sigla T L A M (Tipografia Letteraria Adolfo Mabellini)

Appassionato di arte tipografica, allestì nella sua casa di via Montevecchio a Fano un'officina tipografica, la Tipografia Letteraria, nella quale dal 1892 al 1939 stampò oltre 50 volumi, contraddistinti dapprima da un fregio con le lettere "T L" e il motto Vivitur ingenio, poi da un altro fregio con le abbreviazioni "T L" e "AM".
Aderì all'Associazione Italiana Biblioteche sin dalla sua fondazione, nel 1930, e fece parte anche della Sezione Bibliotecari dell'Associazione Fascista della Scuola.
Durante la direzione della Biblioteca Federiciana il Mabellini si appassionò alla storia locale e pubblicò numerosi saggi, anche all'interno di pubblicazioni periodiche, raccolti nel volume Fanestria: uomini e cose di Fano, stampato da lui stesso nel 1937.
Adolfo Mabellini morì a Fano il 10 dicembre 1939 e lasciò i suoi volumi (circa 6000) e l'archivio musicale dello zio Teodulo (Maestro compositore e Direttore del Conservatorio di Pistoia) alla Biblioteca Federiciana.

## Opere
- Una similitudine di C. Valerio Catullo imitata da Ludovico Ariosto, Firenze, in “Letture di Famiglia”, 1881.
- Delle rime di Benvenuto Cellini, Firenze: Alla libreria Dante, 1892.
- I promessi Sposi di Alessandro Manzoni nelle due edizioni del 1825 e del 1845, con osservazioni sulle varianti e con brevi commenti estetici e storici, in “Letture di famiglia”, 1883.
- Vita nuova, Firenze, Tip. Bencini, 1883.
- Alcuni sonetti di Ser Ventura Monaci, rimatore fiorentino del sec. XV, in “Letture di famiglia”, 1883.
- Intermezzo macabro, Firenze, Loescher et Seeber, 1889.
- I poemetti di Shakespeare (versioni), Bologna, Zanichelli - Fano, Tip. Letteraria, 1893.
- Un poeta d'amore (Edmondo Haraucourt). Appunti e versioni, Fano, Tip. Letteraria, 1894.
- Sedici epigrammi latini di Iacopo Sannazzaro, Fano, Tip. Letteraria, 1899.
- Una canzone di Benedetto Menzini ripubblicata con l'aggiunta di tre stanze inedite, Fano, Tip. Letteraria, 1904.
- Lettere inedite di Cesare Cantù, Bologna, Zanichelli – Fano, Tip. Letteraria, 1906.
- D'un carteggio inedito di terenzio Mamiani con Filippo Luigi Polidori (nozze Zanni-Urbani), Fano, Tip. Letteraria, 1909.
- La statua della Fortuna in Fano. Curiosità storiche, Fano, Tip. Letteraria, 1911.
- I poemetti di Shakespeare tradotti in versi italiani, Bologna, Zanichelli – Fano, Tip. Letteraria, 1914.
- Una lettera inedita di Cesare Cantù, Fano. Tip. Letteraria, 1915.
- Per la buona fama di Teodulo Mabellini (1817-1897). Ultima polemica, Fano, Tip. Letteraria, 1916.
- La più antica filodrammatica di Fano, in “Studia Picena”, 2(1926).
- L'Accademia fanese degli Scomposti, in “Studia Picena”, 4(1928).
- Inventario dei manoscritti della Biblioteca Federiciana di Fano, vol. 1, Firenze, Leo S. Olschki, 1928.
- Cristina Regina di Svezia in Fano, in “Studia Picena” 5(1929).
- Le navi rotate di fr. Antonio Torelli (sec. XVII), in “Studia Picena” 6(1930).
- La macchina per volare di P. Niccolò Betti, Fano, Tip. Letteraria 1930.
- L'antico teatro della Fortuna in Fano. Il suo architetto Giacomo Torelli e Ferdinando Galli Bibbiena, in “Studia Picena”, 7(1931).
- La rivoluzione del 1831 a Fano, Fano, Tip. Letteraria, 1932.
- Inventario dei manoscritti della Biblioteca Federiciana di Fano, vol. 2, Firenze, Leo S. Olschki, 1932.
- Giovanni Pierpaoli pittore fanese dell'Ottocento, in “Studia Picena”, 9(1933).
- Una fabbrica di maioliche in Fano nel secolo XVIII, Fano, in “Studia Picena”, 8(1934).
- Fanestria. Uomini e cose di Fano, Fano, Tip. Letteraria, 1937.
- Una lettera inedita di Giacomo Leopardi, in “Studia Picena”, 13(1938).
- Istanza di un'ebrea fanese per l'esercizio della medicina, in “Studia Picena”, 14(1939).
- La costruzione del nuovo Teatro della Fortuna, in “Studia Picena”, 14(1939).
- Michelangelo Lanci, Fano, Tip. Letteraria, 1940 (pubblicazione postuma).